# Francesco Monterisi
Francesco Monterisi (Barletta, 28 maggio 1934) è un cardinale e arcivescovo cattolico italiano, attualmente arciprete emerito della Basilica di San Paolo fuori le Mura.

## Biografia
Nato a Barletta, in provincia di Barletta-Andria-Trani ed arcidiocesi di Trani-Barletta-Bisceglie, il 28 maggio 1934, è nipote di Ignazio Monterisi, vescovo di Potenza e Marsico Nuovo, di Nicola Monterisi, arcivescovo metropolita di Salerno, e parente del gesuita Giuseppe Filograssi, docente di teologia presso la Pontificia Università Gregoriana e confessore di papa Pio XII.

### Formazione e ministero presbiterale
Dopo gli studi elementari e secondari, entra presso il Pontificio Seminario Romano Minore e poi presso il Pontificio Seminario Romano Maggiore. Dal 1951 al 1958 studia presso la Pontificia Università Lateranense, dove consegue il dottorato in teologia.
È ordinato sacerdote il 16 marzo 1957 presso la concattedrale di Barletta e incardinato nella diocesi di Barletta. A partire dal 1961 si prepara alla carriera diplomatica presso la Pontificia accademia ecclesiastica. Consegue inoltre il dottorato in diritto canonico presso la Pontificia Università Lateranense nel 1964, anno in cui entra nel servizio diplomatico della Santa Sede.

### Ministero episcopale e cardinalato
Il 24 dicembre 1982 è eletto arcivescovo titolare di Alba Marittima e pro-nunzio apostolico in Corea. Riceve l'ordinazione episcopale il 6 gennaio 1983 da papa Giovanni Paolo II (co-consacranti il cardinale Eduardo Martínez Somalo e il cardinale Duraisamy Simon Lourdusamy). Nel 1990 è nominato delegato per le Rappresentanze Pontificie, a capo del personale della Curia romana. L'11 giugno 1993 è nominato primo nunzio apostolico in Bosnia ed Erzegovina.

#### Curia romana
Il 7 marzo 1998 rientra a Roma per essere nominato segretario della Congregazione per i Vescovi. Per la carica che ha ricoperto è stato anche segretario del Sacro Collegio, in qualità del quale ha partecipato senza diritto di voto al conclave del 2005, che elegge papa Benedetto XVI. Il 21 dicembre 2002 è nominato membro del Pontificio consiglio della pastorale per i migranti e gli itineranti. Nel 2009 è stato sostituito nella carica di segretario della Congregazione per i Vescovi dal vescovo Manuel Monteiro de Castro, fino ad allora nunzio apostolico in Spagna e nel principato di Andorra.

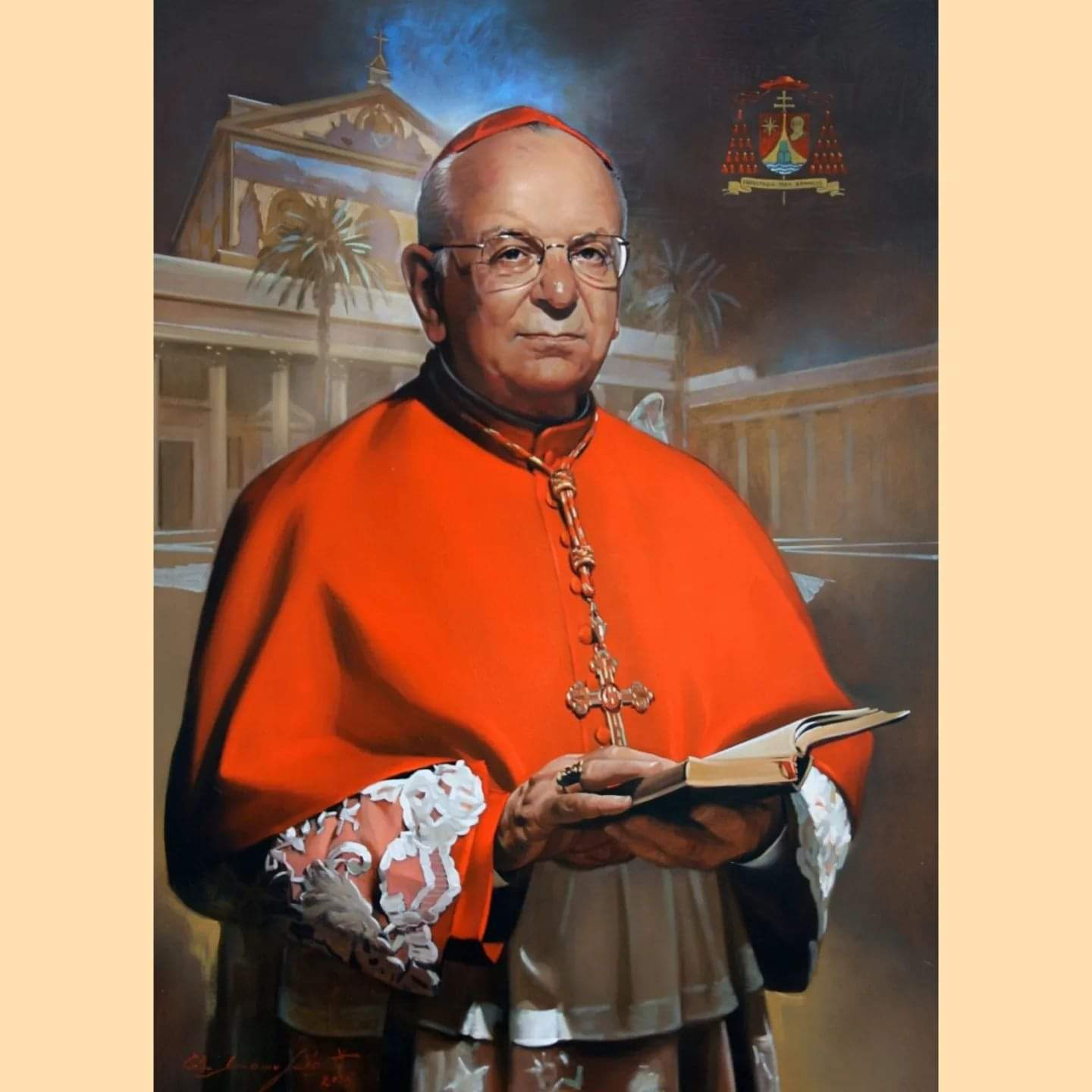
Francesco Monterisi nel ritratto ufficiale da arciprete

Nel 2005 conferisce l'ordinazione episcopale a Giovanni Ricchiuti. Il 3 luglio 2009, per volere di papa Benedetto XVI, è nominato arciprete della basilica papale di San Paolo fuori le Mura, succedendo al cardinale Andrea Cordero Lanza di Montezemolo. Il 21 ottobre 2009 cessa il suo incarico di segretario del Sacro Collegio.
Benedetto XVI lo eleva al rango di cardinale diacono di San Paolo alla Regola nel concistoro del 20 novembre 2010; prende possesso del titolo il 12 febbraio 2011. Il 29 novembre 2010 è nominato membro della Congregazione delle Cause dei Santi e della Congregazione per le Chiese Orientali. Il 24 ottobre 2012 diviene membro della Congregazione per i vescovi.
È il primo porporato nativo di Barletta. La nomina è celebrata dalla città e dall'arcidiocesi il 30 dicembre 2010 in occasione dei solenni festeggiamenti in onore di San Ruggero, vescovo e patrono dell'arcidiocesi presso la concattedrale di Barletta con un solenne pontificale concelebrato dal cardinale Salvatore De Giorgi, dai vescovi delle diocesi limitrofe e dal clero diocesano.
Il 23 novembre 2012 Benedetto XVI nomina nuovo arciprete della basilica papale di San Paolo fuori le mura l'arcivescovo James Michael Harvey. Partecipa con diritto di voto al conclave del 2013 che elegge al soglio pontificio papa Francesco. Il 28 maggio 2014 compie 80 anni ed esce dal novero dei cardinali elettori.
Il 5 gennaio 2017 viene nominato da papa Francesco suo inviato speciale alle celebrazioni per il bicentenario della diocesi di Caltagirone, a cui ha partecipato l'11 gennaio successivo. Il 3 maggio 2021 opta per il titolo di cardinale presbitero.

## Genealogia episcopale e successione apostolica
La genealogia episcopale è:
- Cardinale Scipione Rebiba
- Cardinale Giulio Antonio Santori
- Cardinale Girolamo Bernerio, O.P.
- Arcivescovo Galeazzo Sanvitale
- Cardinale Ludovico Ludovisi
- Cardinale Luigi Caetani
- Cardinale Ulderico Carpegna
- Cardinale Paluzzo Paluzzi Altieri degli Albertoni
- Papa Benedetto XIII
- Papa Benedetto XIV
- Papa Clemente XIII
- Cardinale Enrico Benedetto Stuart
- Papa Leone XII
- Cardinale Chiarissimo Falconieri Mellini
- Cardinale Camillo Di Pietro
- Cardinale Mieczysław Halka Ledóchowski
- Cardinale Jan Maurycy Paweł Puzyna de Kosielsko
- Arcivescovo Józef Bilczewski
- Arcivescovo Bolesław Twardowski
- Arcivescovo Eugeniusz Baziak
- Papa Giovanni Paolo II
- Cardinale Francesco Monterisi

La successione apostolica è:
- Arcivescovo Giovanni Ricchiuti (2005)